# Base Aérea de La Carlota
A Base Aérea Generalísimo Francisco de Miranda ou (BAGEM; IATA: N/A, ICAO: SVFM) também chamada informalmente Base Aérea da Carlota é uma base militar e espaço multipropósito que se encontra no este da Área metropolitana de Caracas, em jurisdição do Estado Miranda ao centro norte do país sul-americano de Venezuela.

O aeroporto leva o nome de Francisco de Miranda um militar e político venezuelano, ainda que muitas pessoas referem-se a este sector com um nome mais curto, simplesmente como  La Carlota.

## História
Começou como uma Fazenda "La Carlota", mas foi transformada em Aeroporto civil e militar em abril de 1946. Em 1961 quando se cria o Parque do Leste o aeroporto já tinha perdido seu vínculo com esses terrenos. A base é vinculada à Casa militar. Em 1962 criou-se o Destacamento Aéreo Especial A Carlota, mas o 22 de julho de 1966 o destacamento é elevado à atual Base.
Trata-se de uma terreno de 103 hectares com pistas e instalações militares. Está demarcado pelo norte pela Autopista Francisco Fajardo que cruza de oeste a este a cidade de Caracas e pelo Parque do Leste Generalísimo Francisco de Miranda. Bem perto localiza-se a Residência Presidencial A Casona. Ao oeste localiza-se o Revendedor O Ciempiés e para o este se encontra o Revendedor Os Ruices, pelo Sur se encontram os sectores de Caurimare, Lomas das Graças e a Avenida Rio de Janeiro.

## Concertos
| País | Artista                           | Ano  |
| ---- | --------------------------------- | ---- |
|      | Os Pericos                        | 1995 |
|      | 20 Fingers                        | 1995 |
|      | Heróis do Silêncio                | 1996 |
|      | Illya Kuryaki and the Valderramas | 1997 |
|      | Pato Banton                       | 1997 |
|      | KC and the Sunshine Band          | 1997 |
|      | Ilegais (banda dominicana)        | 1997 |
|      | Não Mercy (banda)                 | 1998 |
|      | Homens G                          | 1998 |
|      | Willie Colón                      | 1998 |
|      | Rubén Blades                      | 1998 |
|      | Vos Paralamas do Sucesso          | 1998 |
|      | Os Pericos                        | 1998 |
|      | Os Fabulosos Cadillacs            | 1998 |
|      | Illya Kuryaki and the Valderramas | 1998 |
|      | Elvis Crespo                      | 2005 |
|      | Elefante (banda de México)        | 2005 |
|      | Molotov (banda)                   | 2005 |
|      | Shakira                           | 2006 |
|      | Rua 13                            | 2007 |
|      | Tego Calderón                     | 2007 |
|      | UB40                              | 2007 |
|      | Vão-nos Vão                       | 2007 |
|      | Ismael Miranda                    | 2007 |
|      | Álex Ubago                        | 2009 |
|      | Olga Tañón                        | 2009 |
|      | Tito O Bambino                    | 2009 |
|      | R.K.M. & Ken-E                    | 2009 |
|      | Orishas                           | 2009 |
|      | Boa Fé (dúo)                      | 2009 |
|      | Julian Marley                     | 2011 |
|      | Aterciopelados                    | 2011 |
|      | Lady Gaga                         | 2012 |
|      | Cultura Profética                 | 2013 |
|      | Ricardo Arjona                    | 2013 |